# Cantón de Sciez
El cantón de Sciez (en francés canton de Sciez) es una circunscripción electoral francesa situada en el departamento de Alta Saboya, de la región de Auvernia-Ródano-Alpes.
Fue creado por el decreto nº 2014-153 del 13 de febrero de 2014 que entró en vigor en el momento de la renovación general de asamblearios departamentales en marzo de 2015.

## Réferencias
1. ↑  Légifrance (ed.). «Decreto nº 2014-153 del 13 de febrero de 2014». (en francés)

- Datos: Q17623267